# Bismarckgebergte

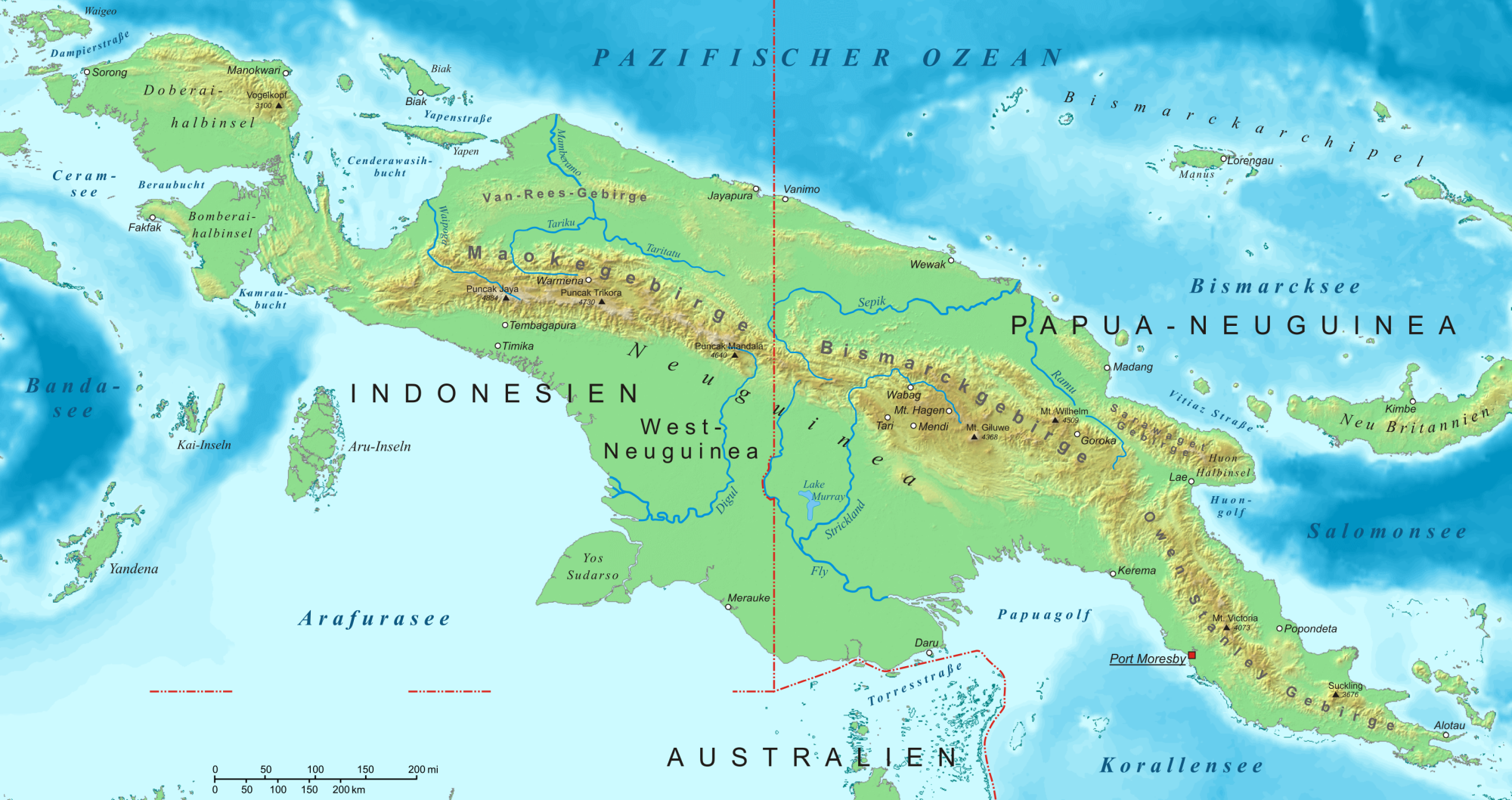
Het Bismarckgebergte, het oostelijk gedeelte van het Centrale Hoogland van Nieuw-Guinea

Het Bismarckgebergte, ook wel Bismarck Range genaamd, is een gebergteketen op de grens van de provincies Western Highlands, Chimbu en Madang in Papoea-Nieuw-Guinea. Het maakt samen met het Sterrengebergte op de grens van Papoea-Nieuw-Guinea en Nieuw-Guinea, dat staatkundig bij Indonesië hoort, deel uit van het Hoogland van Nieuw-Guinea.
De bergketen is vernoemd naar de Duitse rijkskanselier Otto von Bismarck. In de periode 1884-1914 had het Duitse Keizerrijk (tot 1899 via de Duitse Nieuw-Guinea Compagnie) het gebied als kolonie in bezit. Het heette toen Kaiser-Wilhelms-Land. Het Bismarckgebergte lag op de zuidgrens van deze kolonie. De Duitse ontdekkingsreiziger en verslaglegger Hugo Zöller (1852-1933) gaf de vier hoogste bergen de namen Ottoberg, Herbertberg, Mariaberg en Wilhelmberg, naar de voornamen van Bismarck en zijn drie kinderen, waarvan Wilhelm von Bismarck de jongste zoon was. 
De Wilhelmberg, die de naam Mount Wilhelm kreeg, is een dode vulkaan met een kratermeer en met een hoogte van 4.509 meter boven zeeniveau de hoogste van deze vier bergen. Rondom de top van Mount Wilhelm, beginnend op de hoogtelijn van 3.400 m, waarop soms sneeuw ligt ondanks zijn nabijheid tot de evenaar, ligt een gebied dat binnen de alpiene zone valt. Hier treft men, ondanks de ligging binnen de tropen, een toendra-vegetatie aan.